# Iphitrachelus africanus
Iphitrachelus africanus är en stekelart som beskrevs av Lars Huggert 1976. Iphitrachelus africanus ingår i släktet Iphitrachelus och familjen gallmyggesteklar. Inga underarter finns listade i Catalogue of Life.